# جوليان داهل
جوليان داهل هو سباح دنماركي، ولد في 15 يوليو 1993.